# 青い契り
「青い契り」（あおいちぎり）は1999年1月27日に発売された德永英明25枚目のシングル。

## 解説
バンダイ・ミュージックエンタテインメントからキングレコードへの移籍第1弾、1年2ヶ月ぶりのシングル。
フジテレビ系『HEY!HEY!HEY! MUSIC CHAMP』1999年1月～3月エンディングテーマ。
ロングセラーとなる。

## 収録曲
全作詞・作曲：德永英明　編曲：瀬尾一三
1. 青い契り (5:52)
2. 限りなく僕らは (5:31)
3. 青い契り （カラオケ） (5:52)

## 収録アルバム
- honesto（1999年6月2日）
- INTROIII（2001年2月28日）
- 一期一会 徳永英明15周年スペシャルメモリアルボックス（2001年12月5日）
- セルフカヴァー・ベスト 〜カガヤキナガラ〜（2003年10月1日）
- BEAUTIFUL BALLADE（2006年2月22日）
- SINGLES BEST（2008年8月13日）